# Phương pháp thấm chấm

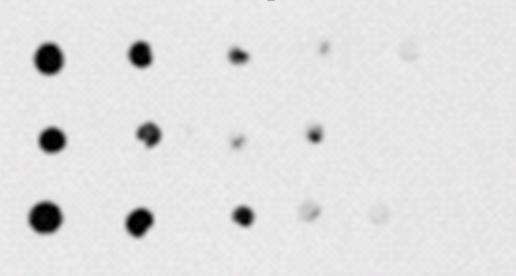
Màng thấm chấm điển hình. Chấm càng đậm và lớn thể hiện có càng nhiều protein.

Phương pháp thấm chấm là một kĩ thuật trong sinh học phân tử được dùng để dò protein. Nó là một phiên bản đơn giản hóa của thấm western, bỏ qua bước điện di để tách protein. Thay vào đó, mỗi mẫu thử được tra trực tiếp lên màng thấm thành một chấm, rồi quá trình trình dò protein được tiến hành.
Kỹ thuật này giúp tiết kiệm rất nhiều thời gian, vì điện di và sắc kí, cùng qui trình thấm phức tạp không được thực hiện. Tuy nhiên, nó không cung cấp thông tin gì về kích thước của protein đích.

## Công dụng
Công dụng của thấm chấm cũng tương tự như thấm western - để dò protein, nhưng có ưu điểm là nhanh và rẻ hơn.
Phương pháp thấm chấm cũng có thể được dùng để xác định khả năng liên kết của thụ thể (kháng thể).

## Phương pháp
Qui trình chung của thấm chấm bao gồm tra 1-2 microlít mẫu thử lên một màng nitrocellulose hoặc PVDF và để tự khô. Mẫu thử này có thể là dịch nổi của mô cấy, huyết thanh, chiết xuất tế bào hoặc nhiều thứ khác.
Màng thấm sau đó được ủ trong chất nền chặn để ngăn chặn sự liên kết không đặc hiệu, rồi ủ trong kháng thể sơ đẳng rồi đến kháng thể dò hoặc kháng thể sơ đẳng gắn phân tử dò (thường là HRP hoặc alkaline phosphatase). Sau khi kháng thể đính vào, màng thấm sẽ được ủ trong chất huỳnh quang hóa học rồi ghi hình.
Thấm chấm thường được thực hiện trên màng nitrocellulose hoặc màng PVDF. Sau khi mẫu protein được tra vào, màng sẽ được đặt trong vật chứa bằng nhựa rồi ủ trong chất nền chặn, dung dịch kháng thể, rồi dung dịch rửa trên máy lắc. Cuối cùng, để ghi hình, miếng màng sẽ được bọc trên một màng film bằng nhựa phủ đầy enzyme.
Thấm chấm chân không được sử dụng để tăng hiệu quả rửa và ủ bằng cách dùng chân không để tách chiết dung dịch dưới màng. Dung dịch này sẽ được đặt giữa nhiều lớp màng để khóa chặt mẫu thử, giữ dung dịch thải và tăng lục hút. Để sắc kí, ta phải lấy màng ra khỏi những thiết bị này và quấn vào màng film nhựa trong suốt.